# Guilbert Express
Guilbert Express est une entreprise française qui commercialise des appareils de soudure et des outils chauffants pour les activités de l’étanchéité, de la couverture, du sanitaire, de l’emballage, de la logistique et plus généralement du bâtiment et des travaux publics, de l’industrie, de l’agriculture et du bricolage-jardinage.

## Histoire
L'entreprise est fondé en 1905. Elle fabrique des lampes à souder fonctionnant à l'essence. Dans l'entre-deux-guerres, l'entreprise commercialise des systèmes de soudure fonctionnant au gaz liquide.
En 2005, l'entreprise est dirigée par Philippe et Didier Guilbert, petit-fils du fondateur.
Les produits de la marque Express sont présents en France et dans 54 pays.
En 1992, Guilbert Express prend en charge la conception de la torche olympique des Jeux olympiques d'hiver de 1992 à Albertville ainsi que la fourniture des cartouches à gaz.
En août 2008, le cinq millionième chalumeau Express est vendu à un distributeur du Sud de la France.
Après 2010, l'entreprise, jusqu’à ici localisée dans Paris, déménage à Fontenay-sous-Bois.

## Communication

### Identité visuelle

Logotypes de Guilbert Express
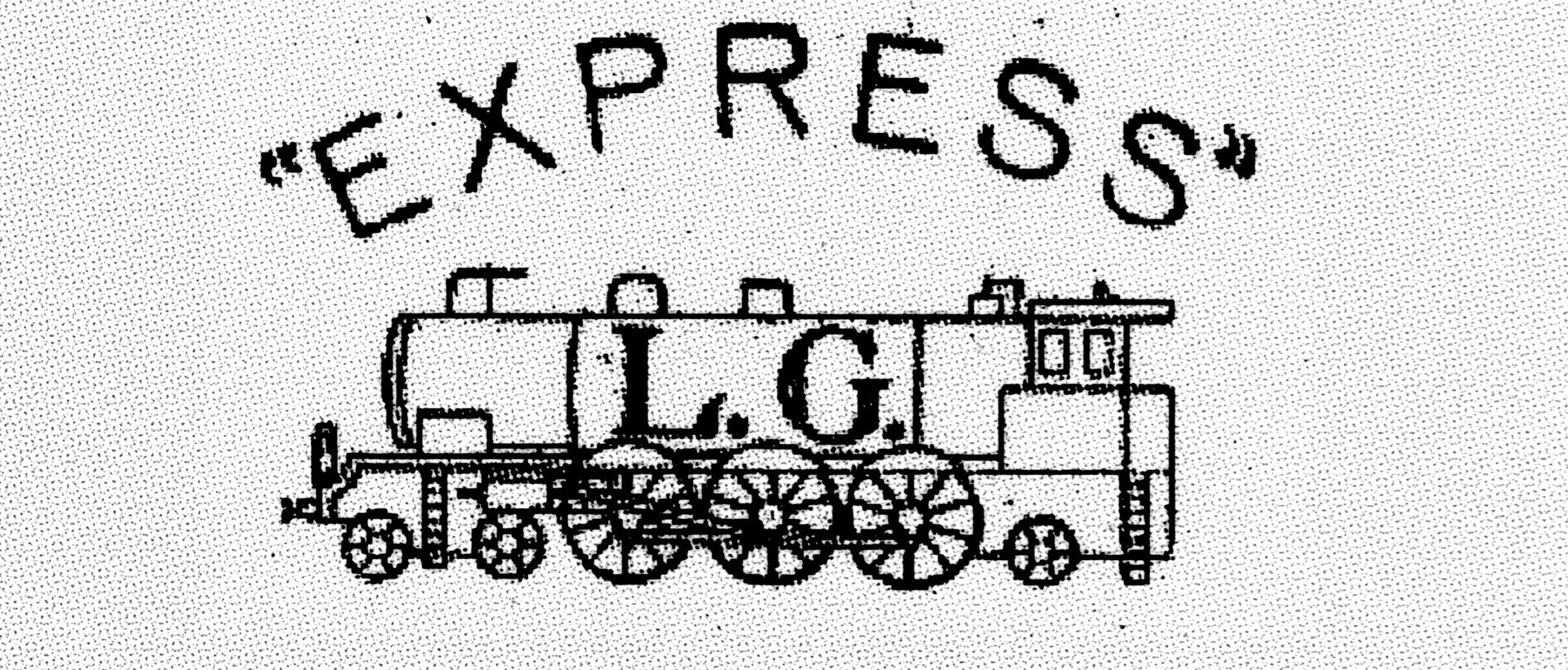
Le premier logotype de l'entreprise Express.
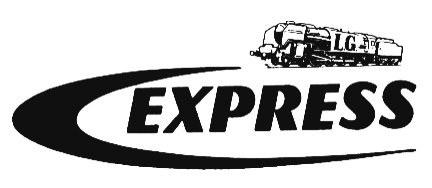
Évolution du logotype Express.
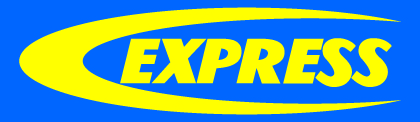
La locomotive est abandonnée, la marque Express est privilégiée.
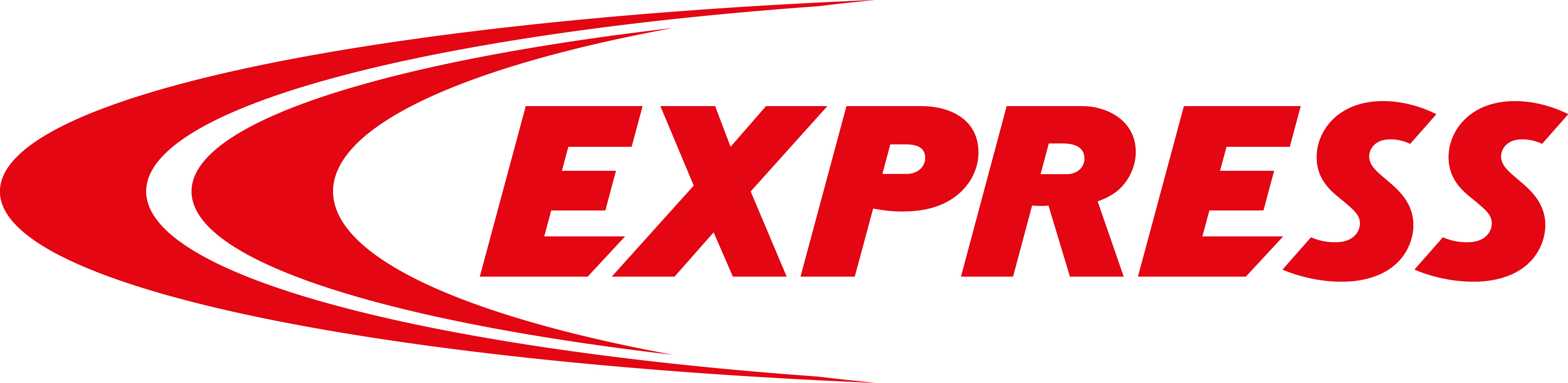
Le logotype Express actuel.